# Prays oleae
Prays oleae es un lepidóptero de la familia Plutellidae que en determinados momentos puede ser una plaga de los cultivos. Afecta principalmente a las oleáceas (olivo y jazmín fundamentalmente).
En España según las zonas recibe el nombre vulgar de prays o polilla del olivo.

## Generalidades
En España está presente en todas las zonas oleícolas y es la segunda plaga en importancia en este cultivo detrás de la mosca del olivo.

## Descripción
El adulto es una mariposilla gris plateada de 1,3 a 1,4 cm. La oruga en su máximo desarrollo puede alcanzar los 7-8 mm es de color avellana aunque su coloración varía según de lo que se alimente en ese momento.

## Biología
Tiene tres generaciones al año que afectan a distintas partes del olivo, la primera afecta a la hoja (generación filófaga), la segunda a la flor (generación antófaga) y la tercera al fruto (generación carpófaga).

## Daños
Las larvas son las que producen los principales daños en olivo. También producen daños en Phillyrea, jazmin y ligustro. 
La generación filófaga hace los primeros daños en las hojas a finales de invierno o principios de primavera, posteriormente las larvas hijas de los adultos de la primera generación se alimentan de las flores del olivo (abril-mayo), las mariposas de esta generación hacen la puesta sobre los frutos recién cuajados y esta tercera generación (carpófaga) se alimenta de ellos produciendo su caída.

## Control
La climatología realiza cierto control de las poblaciones de este insecto, sobre todo por el calor del verano que destruye los huevos y las larvitas dentro de las aceitunas. El parasitismo por enemigos naturales es alto moviéndose la tasa de mortalidad entre el 10 y el 50%. Los enemigos naturales que más destacan son Ageniaspis fuscicollis, Chelonus rimatus y Angitia armillata.
En caso de decidirse el control químico, los momentos adecuados son al inicio de la floración y/o cuando las larvas se están introduciendo en el fruto.